# Губернії Фінляндії
До 1 січня 2010 року Фінляндія ділилась на 6 губерній (фін. lääni — ляні, швед. län — лен). Кожна губернія мала керівний уряд, який очолював губернатор. Максимальний строк, протягом якого губернатор міг займати свій пост, — 8 років. 2010 року були повністю ліквідовані.

Губернії Фінляндії з 1997 по 2009

|   | Герб | Губернія                                                                 | Столиця                                            | Населення (2003) | Площа (km²) |
| - | ---- | ------------------------------------------------------------------------ | -------------------------------------------------- | ---------------- | ----------- |
| 1 |      | укр. Південна Фінляндія фін. Etelä-Suomen lääni швед. Södra Finlands län | укр. Гямеенлінна фін. Hämeenlinna швед. Tavastehus | 2,116,914        | 34,378      |
| 2 |      | укр. Західна Фінляндія фін. Länsi-Suomen lääni швед. Västra Finlands län | укр. Турку фін. Turku швед. Åbo                    | 1,848,269        | 74,185      |
| 3 |      | укр. Східна Фінляндія фін. Itä-Suomen lääni швед. Östra Finlands län     | укр. Міккелі фін. Mikkeli швед. S:t Michel         | 582,781          | 48,726      |
| 4 |      | укр. Оулу фін. Oulun lääni швед. Uleåborgs län                           | укр. Оулу фін. Oulu швед. Uleåborg                 | 458,504          | 57,000      |
| 5 |      | укр. Лапландія фін. Lapin lääni швед. Lapplands län                      | укр. Рованьємі фін. Rovaniemi швед. Rovaniemi      | 186,917          | 98,946      |
| 6 |      | укр. Аландські острови фін. Ahvenanmaan lääni швед. Ålands län           | укр. Марієхамн швед. Mariehamn фін. Maarianhamina  | 26,000           | 6,784       |

## Історія
До адміністративної реформи 1997 року Фінляндія ділилась на 12 губерній, які збереглися з проведеної в 1831 році Миколою I реформи. Більша частина тринадцятої, Виборзької губернії була приєднана до СРСР після Радянсько-фінської і Другої світової війн.